# Celtnieks Stadium
El Celtnieks Stadium (en letón: Stadions «Celtnieks») es un estadio multiusos ubicado en Daugavpils, Letonia que fue inaugurado en 1939. Alberga competiciones de fútbol y atletismo y la capacidad del estadio es de 1980 asientos.

## Historia
La construcción del estadio se inició en 1936. Desde 1938 la construcción del estadio estuvo a cargo del 18.º Regimiento de Guardias de Daugavpils, y se esperaba que la construcción estuviera terminada en 1940. En el otoño de 1939 ya se celebraban competiciones de atletismo en el estadio.
Después de la ocupación alemana en 1946 el estadio fue entregado a la asociación deportiva "Daugava", y alrededor de 1958 a la asociación deportiva de la fábrica de motocicletas "Daugava" de Daugavpils, en 1960 pasó a la asociación deportiva "Celtnieks" de la Fideicomiso general de construcción de Daugavpils.
El estadio fue reconstruido por última vez en 1989 cuando se derribó la tribuna principal y en su lugar se construyó un complejo deportivo con varias salas, una piscina y un hotel. Como resultado de la reconstrucción, la capacidad del estadio disminuyó de cinco a casi dos mil asientos.
En octubre de 2011 como parte del programa "Hattrick" de la UEFA se reconstruyó el campo del estadio y se colocó una superficie artificial.